# یوزفوو (گمینا دانبرووکا)
یوزفوو (به لهستانی:  Józefów) یک روستا در لهستان است که در گمینا دانبرووکا واقع شده‌است.